# Recopa Sul-Americana de 1992
A Recopa Sul-Americana de 1992 foi a terceira edição do torneio, disputada em jogo único, em um campo neutro, entre Colo Colo do Chile, campeão da Taça Libertadores da América de 1991, e o Cruzeiro do Brasil, campeão da Supercopa Sul-Americana 1991.

## Participantes
| Clube     | Cidade         | Classificação                                   | Participação |
| --------- | -------------- | ----------------------------------------------- | ------------ |
| Colo-Colo | Santiago       | Campeão da Copa Libertadores da América de 1991 | 1ª           |
| Cruzeiro  | Belo Horizonte | Campeão da Copa Sul-Americana 1991              | 1ª           |

## Final
| 19 de abril de 1992 | Colo-Colo | 0 – 0     | Cruzeiro | Kobe Universiade Memorial, Kobe (Japão)      |
|                     |           | Relatório |          | Público: 60,000 Árbitro: Juan Escobar Valdez |

|                                             |     | Penalidades                                        |  |
| Borghi: Adomaitis: Margas: Viches: Pizarro: | 5–4 | Nonato: Boiadeiro: Charles: Paulo Roberto: Paulão: |  |

| Colo-Colo | Cruzeiro |

| COLO-COLO:    |    |                 |  |      |
|               |    |                 |  |      |
| G             | 1  | Morón           |  | 120' |
| LD            |    | Salvatierra     |  |      |
| Z             |    | Garrido         |  |      |
| Z             | 4  | Margas          |  |      |
| LE            | 5  | Vilches         |  |      |
| V             |    | Miguel Ramírez  |  |      |
| V             |    | Mendoza         |  |      |
| M             | 8  | Borghi          |  |      |
| M             | 10 | Pizarro         |  |      |
| A             |    | González        |  | 90'  |
| A             | 11 | Adomaitis       |  |      |
| Substituição: |    |                 |  |      |
| A             |    | Rubio           |  | 90'  |
| G             | 12 | Marcelo Ramírez |  | 120' |
| Treinador:    |    |                 |  |      |
| Mirko Jozić   |    |                 |  |      |

| CRUZEIRO:     |    |               |  |     |
|               |    |               |  |     |
| G             | 1  | Paulo César   |  |     |
| LD            | 2  | Paulo Roberto |  |     |
| Z             | 3  | Paulão        |  |     |
| Z             | 4  | Adílson       |  | 50' |
| LE            | 5  | Nonato        |  |     |
| V             | 6  | Ademir        |  |     |
| M             | 8  | Boiadeiro     |  |     |
| M             | 14 | Andrade       |  |     |
| M             | 10 | Luís Fernando |  |     |
| A             | 7  | Aélson        |  | 90' |
| A             | 9  | Charles       |  |     |
| Substituição: |    |               |  |     |
| V             |    | Vanderci      |  | 50' |
| A             |    | Macalé        |  | 90' |
| Treinador:    |    |               |  |     |
| Ênio Andrade  |    |               |  |     |

| Recopa Sul-Americana 1992     |
| ----------------------------- |
| Colo-Colo Campeão (1º título) |